# 536 aC

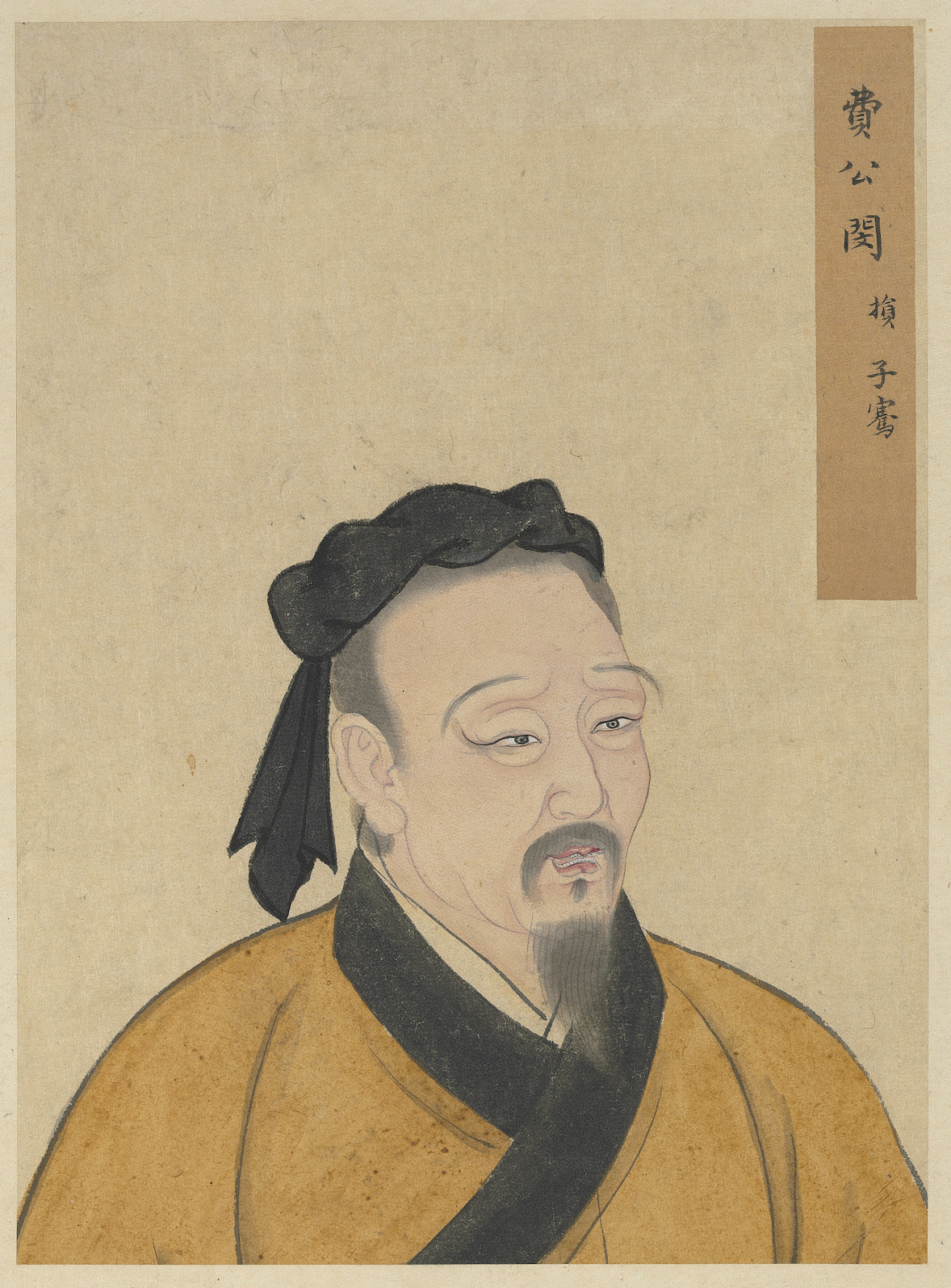
Retrat de Min Sun

L'any 536 aC es un any del calendari gregorià. En l'Imperi Romà havia estat conegut com l'any 218 Ab urbe condita. La denominació de 536 aC per aquest any ha estat utilitzada des de principis de l'edat mitjana, quan es va establir l'era del calendari de l'Anno Domini per denominar els anys.

## Esdeveniments

### Europa - Antiga Grècia
- Phrynaeus és elegit arcont d'Atenes (o 535 aC).[1]

### Àsia i Proper orient
- L'emperador persa Cir II el Gran permet que els jueus retornin a la seva llar entre el 536 aC i el 332 aC, moment en què Palestina era una província de l'Imperi Aquemènida.[2] Aquesta és l'època que els jueus consideren com a segona commonwealth i s'alliberen del control babiloni.[2]
- Cir II el Gran conquereix Babilònia i  la annexiona a les zones que ja controlava de l'Imperi Mede i de l'imperi persa. D'aquesta manera, Cir II uneix els tres regnes l'any 536 aC i passa a controlar tota l'Àsia Menor, Síria, Palestina; el territori entre les montanyes del Caucas, la Mar Càspia, el Golf Pèrsic i el riu Indus.[2]

## Naixements
- Min Sun, un dels principals deixebles de Confuci.[3]